# Хімено Наваррський
Хімено Наваррський (*Jimeno Garcés, бл. 870 —29 травня 931) — регент (король) Памплони (Наварри) у 925-931 роках. Відомий також як Хімено II.

## Біографія
Походив з династії Хіменес. Син Гарсії II, короля Памплони, та Даділдіс де Пальяр. Про молоді роки немає достеменних відомостей. Приблизно в 905—910-х роках одружився з онукою Фортуна I Інігеса.
Після смерті брата-короля Санчо I у 925 році стає регентом при небожеві Гарсії I. Але існує плутанина в титулатурі Хімено: за різними документами, він був регентом, одноосібним королем, співкоролем Гарсії I.
Втім, знано, що саме Хімено Гарсес проводив політику в королівстві, спрямовану на надання відсічі нападам Кордовського халіфату. У 927 році виступив на допомогу Бану-Касі, якому загрожував Абдаррахман III. Останній, не вступаючи у бій, відступив до Кордови.
У внутрішній політиці намагався приборкати місцеву знать. Втім після смерті у травні 931 року Хімено II в королівстві розпочався безлад.

## Родина
Дружина — Санча, донька Аснара Санчеса, сеньйора Ларрон (онука короля Фортуна I).
Діти:
- Гарсія (д/н)
- Санчо (д/н)
- Даділдіс (д/н), дружина Муси Аснара ібн-Тавіля, валі Уески

1 бастард